# Trichothyriopsis sexspora
Trichothyriopsis sexspora är en svampart som först beskrevs av Karl Starbäck, och fick sitt nu gällande namn av Ferdinand Theissen 1919. Trichothyriopsis sexspora ingår i släktet Trichothyriopsis och familjen Microthyriaceae.   Inga underarter finns listade i Catalogue of Life.